# Itapecerica
Itapecerica este un oraș în Minas Gerais (MG), Brazilia.